# فيرس وان
فيرس وان (بالإنجليزية: verseone) هي شركة توزيع موسيقي رقمي ،تأسست عام 2019 في نيويورك وايضا هي عبارة عن منصة توزيع موقعة تقدم خدمة للفنانين للموسيقين والفنانين الذين لم يوقعو عقود مع العلامات التجارية الكبيرة حتي يتمكنو من توزيع أغانيهم في جميع انحاء العالم عبر تجار الجزئة على الانترنت مثل سبوتيفاي، وديزر، وانغامي، وانستكرام ميوزك، وتيك توك، ويوتيوب ميوزك.